# Tarkacsápú karcsúcincér
A tarkacsápú karcsúcincér (Rutpela maculata) a rovarok (Insecta) osztályának a bogarak (Coleoptera) rendjébe, ezen belül a mindenevő bogarak (Polyphaga) alrendjébe és a cincérfélék (Cerambycidae) családjába tartozó faj.

## Előfordulása
A tarkacsápú karcsúcincér előfordulási területe Európa nagy része és a Közel-Kelet. A következő országokban és térségekben lelhető fel: Albánia, Ausztria, Belgium, Bulgária, Korzika, Horvátország, Csehország, Dánia, Finnország, Franciaország, Németország, Görögország, Magyarország, Olaszország, Luxemburg, Hollandia, Norvégia, Lengyelország, Portugália, Románia, Oroszország, Szardínia, Szerbia, Szicília, Szlovákia, Szlovénia, Spanyolország, Svédország, Svájc, Szíria, Törökország és Egyesült Királyság.

## Változatai
- Rutpela maculata var. calcarata   Olivier, 1790
- Rutpela maculata var. maculipes   Podaný, 1950
- Rutpela maculata var. nigricornis   (Stierlin, 1864)
- Rutpela maculata var. parumnotata   Podaný
- Rutpela maculata var. seminotata   Kaufman, 1947
- Rutpela maculata var. sinuata   Fabricius, 1792
- Rutpela maculata var. subbinotata   Podaný
- Rutpela maculata var. subdisconotata   Podaný
- Rutpela maculata var. subexternepunctata   Podaný
- Rutpela maculata var. subsinuata   Depoli
- Rutpela maculata var. subspinosa   Fabricius, 1792
- Rutpela maculata var. subundulata   Depoli, 1926
- Rutpela maculata var. undulata   (Mulsant, 1839)

## Megjelenése
A bogár nagysága 13-20 milliméter. Rajzolata változatos, fekete foltjai hol összefolynak, hol visszafejlődnek, néha majdnem teljesen hiányoznak. A darazsakat próbálja utánozni; valószínűleg a madarak elriasztásának céljából.

## Életmódja
Főleg dombos-hegyes vidékeken él; májustól augusztusig látható. Az imágó leginkább ernyős virágokon gyakori. A lárva azonban sokféle növényből táplálkozhat: közönséges lucfenyő (Picea abies), európai mogyoró (Corylus avellana), európai bükk (Fagus sylvatica), szelídgesztenye (Castanea sativa), komlógyertyán (Ostrya carpinifolia), valamint egyéb tölgy- (Quercus), gyertyán- (Carpinus), fűz- (Salix), éger- (Alnus), nyárfa- (Populus) és nyír-fajok (Betula).

## Képek

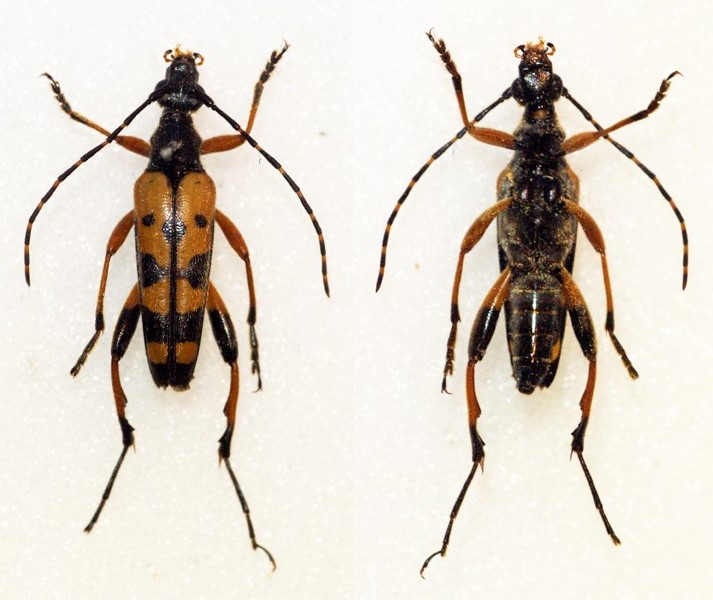
Hím felülről és alulról
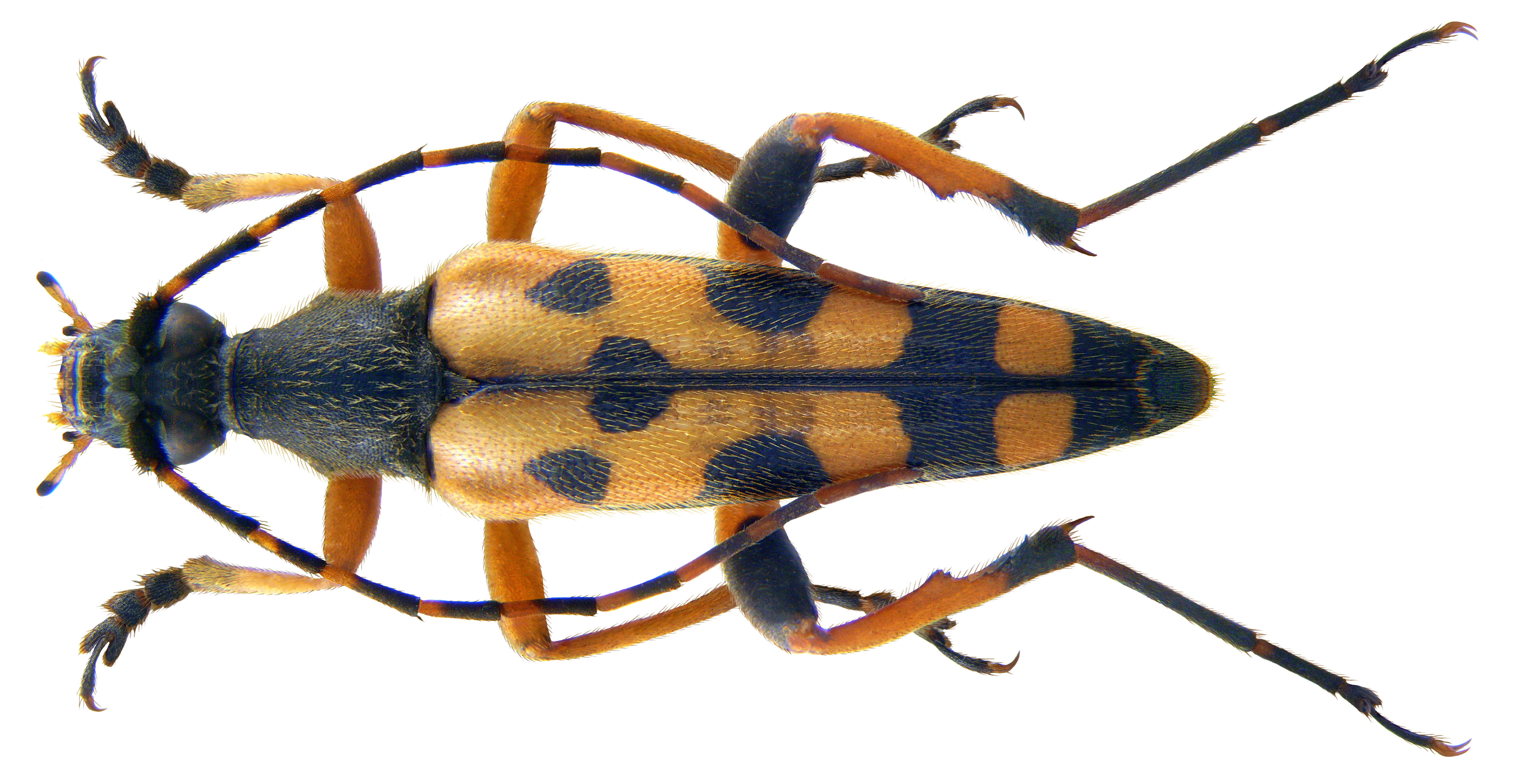
Hímek
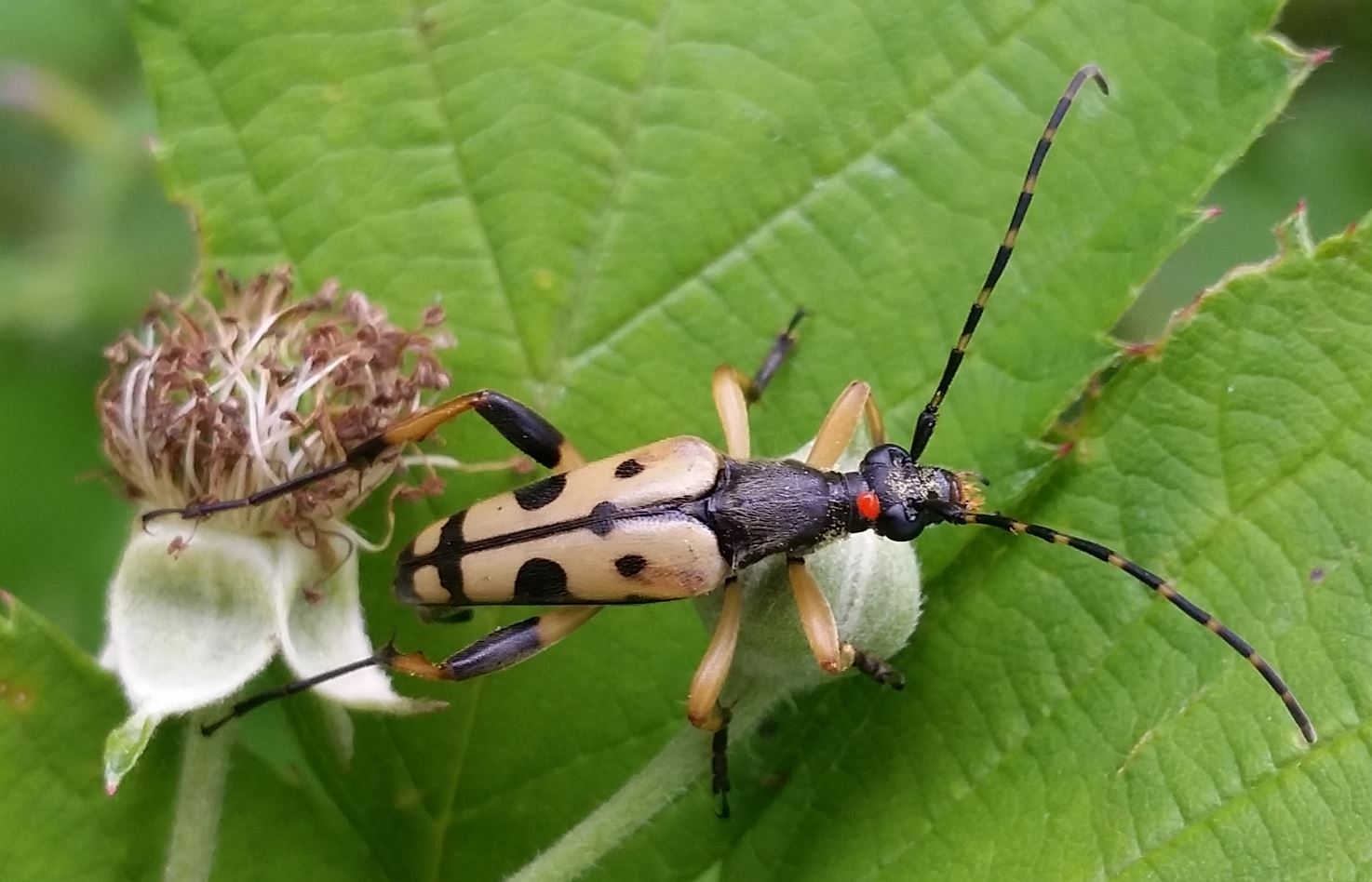
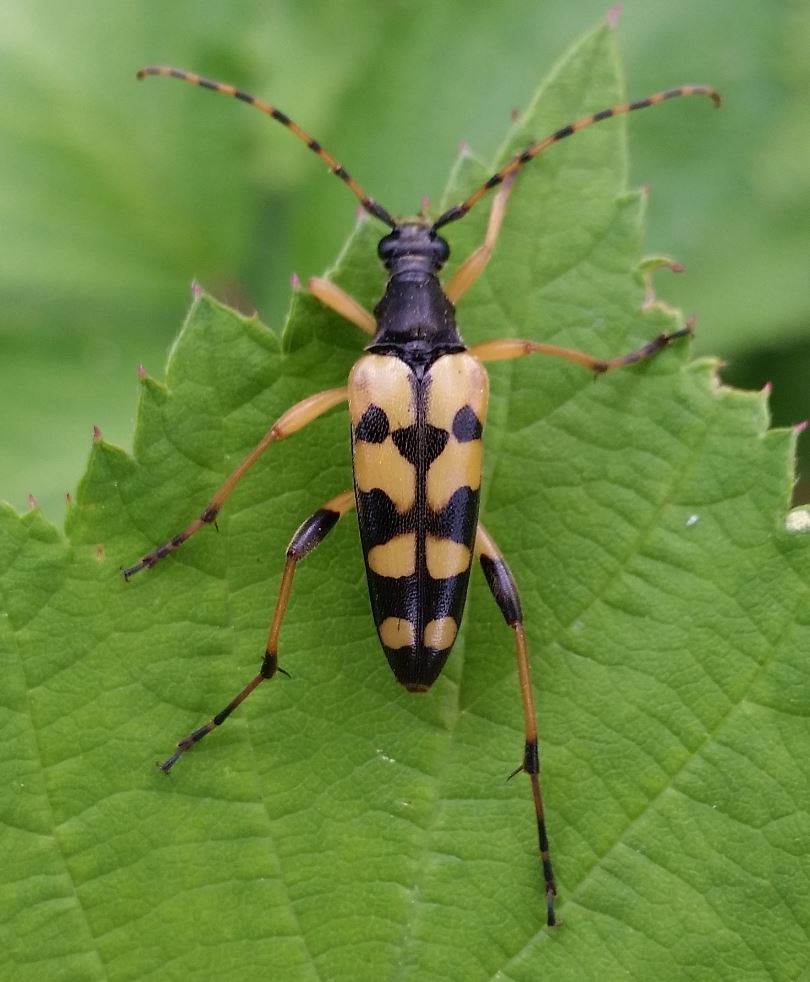
Nőstények
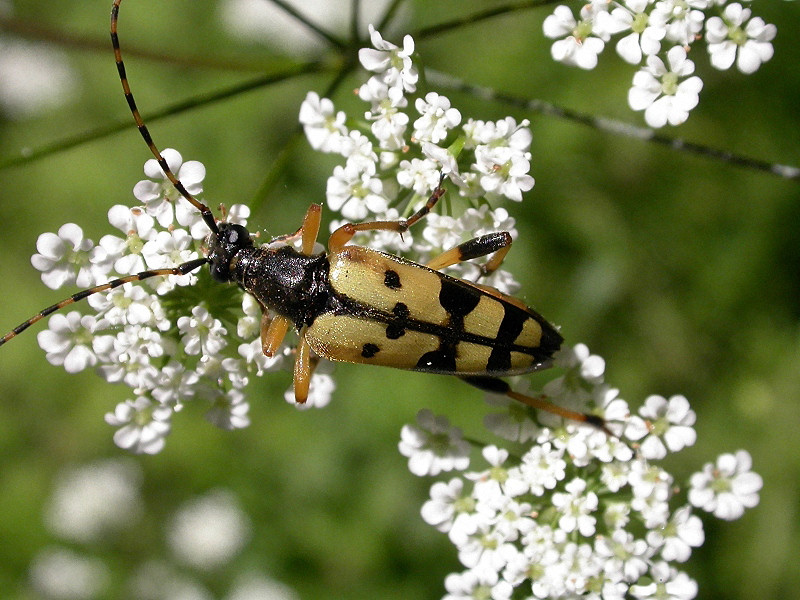

### Fordítás
- Ez a szócikk részben vagy egészben  a   Rutpela maculata című angol Wikipédia-szócikk ezen változatának fordításán alapul.  Az eredeti cikk szerkesztőit annak laptörténete sorolja fel. Ez a jelzés csupán a megfogalmazás eredetét és a szerzői jogokat jelzi, nem szolgál a cikkben szereplő információk forrásmegjelöléseként.